# Военный переворот в Буркина-Фасо (1987)
Военный переворот в Буркина-Фасо — силовой захват власти в стране, осуществлённый 15 октября 1987 года группой военных заговорщиков под руководством министра юстиции Блеза Компаоре при поддержке французских спецслужб и ряда соседних африканских государств. В результате переворота, были убиты Председатель Национального совета революции Буркина-Фасо Тома Санкара и двенадцать его соратников. 
Компаоре, давний друг и соратник Санкары по военному перевороту 1983 года, позиционировал в качестве причины переворота политику предшественника в отношении Кот-д’Ивуара и Франции, однако отрицал свою причастность к его организации.

## Подготовка
После своего прихода к власти в 1983 году в результате военного переворота, Тома Санкара начал политику широких реформ — были значительно снижены расходы на бюрократический аппарат, созданы около 7000 лесопитомников и высажены 10 миллионов деревьев, остановивших расползание песков Сахары на юг, осуществлена вакцинация от инфекционных заболеваний 2,5 миллиона детей, проведённая при помощи кубинских волонтёров. Одним из первых решений революционной власти стало лишение племенных вождей привилегий и имущества, отмена выплаты им дани и обязательных отработок для крестьян. В ходе аграрной реформы наделы, принадлежавшие феодальным землевладельцам, были перераспределены в пользу обрабатывающих их крестьян. В результате, за три года урожайность пшеницы возросла с 1700 до 3800 кг. на гектар, что позволило стране выйти на самообеспечение продовольствием. Резко выросло производство хлопка и тканей. В противовес армии, были созданы Комитеты защиты революции (КЗР) по кубинскому образцу.
В области внешней политики, Санкара придерживался позиций неприсоединения, но установил связи с Кубой и выступал с активной антиимпериалистической и антиколониальной повесткой. Влияние бывшей метрополии — Франции — заметно ослабло. Также Санкара отказался от сотрудничества с МВФ и пытался углублять панафриканскую интеграцию.
Вместе с тем, социальная политика Санкары вызвала значительное недовольство среди части офицерского корпуса страны, выступавших против минимизации затрат на содержание государственных служащих и попыток передать функции обороны и безопасности КЗР. Успешный (по сравнению со многими другими странами Африки) образец левоориентированного режима крайне не устраивал страны Запада, в особенности Францию и США, опасавшихся перехода Буркина-Фасо в советский лагерь (в октябре 1986 года Санкара посетил Советский Союз с государственным визитом и провёл переговоры с тогдашним Председателем Президиума Верховного Совета Андреем Громыко). С другой стороны, всё более прохладно к политике Санкары относился влиятельный в Западной Африке ливийский лидер Муаммар Каддафи, пытавшийся втянуть Буркина-Фасо в свои панафриканские интеграционные проекты. 
Именно Каддафи первым обратил внимание на министра юстиции Блеза Компаоре и познакомил его с либерийским полевым командиром Чарльзом Тейлором, который (как подтвердил впоследствии Комиссии правды и примирения Либерии его ближайший соратник Принс Джонс) стал автором плана переворота. Боевики возглавляемого Тейлором Национального патриотического фронта Либерии должны были, по договорённости с Компаоре и Каддафи, проходить обучение на территории Буркина-Фасо, чему категорически возражал Санкара, занимавший антимилитаристские позиции и обеспокоенный недавним поражением страны в скоротечном конфликте с Мали. Компаоре обещал Тейлору, в случае своего прихода к власти, оказать НПФЛ помощь в захвате власти уже в Либерии, что сопрягалось с планами Каддафи по расширению ливийского влияния на Западную Африку, прежде всего на Либерию и Сьерра-Леоне с их алмазными копями.
Французский исследователь Бруно Жоффр не отрицает вероятного участия в антисанкаристском заговоре не только Компаоре и Тейлора при поддержке Каддафи, но и ЦРУ США. В 2021 году газета «Юманите» опубликовала документы, подтверждающие участие в организации переворота спецслужб Франции.
По некоторой информации, сам Санкара знал о подготовке переворота и своего убийства, однако отказался поверить в предательство Компаоре, с которым был в давних дружеских отношениях, и не принял мер против заговорщиков. Так, когда один из соратников Санкары, Букари Каборе, сообщил ему о заговоре и попросил разрешения действовать, тот ответил:

Блез может меня предать, но я не предам его никогда.
Также о заговоре в последний момент узнал другой его друг, президент Ганы Джерри Ролингс, который собирался отправить на помощь к Санкаре спецназ, но опоздал. За несколько дней до переворота, на митинге памяти Че Гевары глава Буркина-Фасо произнёс ставшую знаменитой фразу: «Революционеров можно убить, идеи — никогда!».

## Осуществление переворота
15 октября 1987 года Тома Санкара прибыл на заседание Национального совета революции для проведения совещания со своими сторонниками. Ещё до его начала в помещение ворвались спецназовцы Национального учебно-тренировочного центра (дислоцированного в городе По, провинция Нахури, в 150 км к югу от столицы страны Уагадугу) под командованием Гилберта Дьендере. Они открыли огонь по собравшимся из автоматов Калашникова, пистолетов и автоматических винтовок G3. Санкара (по данным проведённой осенью 2015 года экспертизы) получил более десятка пуль, попавших в руки, ноги и грудную клетку, и погиб на месте.
Части заговорщиков приступили к разоружению Комитетов защиты революции, которые оказали им вооружённое сопротивление. Им не удалось наладить единое командование, и через несколько дней армия при поддержке либерийских боевиков Тейлора подавила КЗР. Комитеты были распущены.
Компаоре сообщил в ООН, что Санкара погиб в результате «несчастного случая», и власть в Буркина-Фасо переходит к нему. Тела главы государства и 12 его соратников расчленили и захоронили в братской могиле.

## Последствия
Формально Компаоре декларировал верность политике Санкары, но сразу же после захвата власти начал преследование его сторонников. Супруга покойного главы государства, Мариам, вместе с детьми была вынуждена бежать из страны. Социальные программы были свёрнуты, в первую очередь осуществлена приватизация промышленных предприятий и открыт доступ иностранному капиталу. Также Компаоре приступил к возвращению привилегий и высоких зарплат чиновникам, старшим офицерам армии и полиции. На средства, которые Санкара собирал в особый фонд для благоустройства трущобных посёлков столицы Уагадугу, новый президент купил себе личный самолет. В 1991 году Буркина-Фасо под французские гарантии взяла у МВФ кредит размером 67 миллионов долларов.
Компаоре пытался очернить своего предшественника, говоря о нём впоследствии:

«Я знаю, многие упрекают меня, вспоминая человека, которого давно уже нет в живых. Но пусть посмотрят вокруг, пусть увидят яркие витрины магазинов и красивые автомобили. Могло ли быть у нас всё то, будь он жив? Нет, нет и нет! Он предлагал народу только тяжкий изнурительный труд, только тусклую жизнь в изоляции от всего мира, только презренную уравниловку, и больше ничего. Я взял на себя всю ответственность за случившееся, и мне не в чем себя упрекать. Внуки нас рассудят».
В 2014 году в результате восстания Блез Компаоре был свергнут и бежал в Кот-д’Ивуар. Это открыло возможность для расследования обстоятельств переворота и привлечения к ответственности его участников. Под давлением родственников Санкары и его сторонников, 30 апреля 2014 года Верховный суд Буркина-Фасо был вынужден принять заявление о проведении эксгумации останков 13 человек, убитых заговорщиками. В мае 2015 года останки Т. Санкары и 12 его сподвижников были эксгумированы. По результатам прошедшей осенью того же года экспертизы, по крайней мере восьми фигурантам дела о его убийстве были предъявлены официальные обвинения. 6 декабря 2015 года обвинение в убийстве было предъявлено Гилберту Дьендере, также идущему по делу о попытке захвата власти, и экс-президенту Компаоре.
В 2017 году президент Франции Эмманюэль Макрон в своей речи в столице Буркина-Фасо Уагадугу пообещал рассекретить французские документы, касающиеся убийства Т. Санкары, чтобы унять недовольство, вызванное политикой Парижа. Три архива действительно были переданы в судебные инстанции Буркина-Фасо, однако эти документы не убедили юристов, посчитавших, что французский президент выдаёт желаемое за действительное, и усомнившихся в искренности его действий.
В апреле 2021 года Верховный суд страны выдал ордера на арест 13 заговорщиков, включая Компаоре. В октябре того же года в Уагадугу начался судебный процесс, однако в середине января 2022 года в стране произошёл ещё один военный переворот, в ходе которого мятежники освободили одного из главных фигурантов дела, генерала Дьендере.